# Mauzoleum bitwy pod Ostrołęką
Mauzoleum bitwy pod Ostrołęką (Forty Bema) – mauzoleum pobudowane w Ostrołęce w celu uczczenia setnej rocznicy bitwy pod Ostrołęką w 1831 roku.

## Historia
Na miejsce budowy mauzoleum wybrano plac otoczony fosą, na którym w trakcie powstania listopadowego znajdowały się fortyfikacje generała Józefa Bema. Budowa obiektu rozpoczęła się od razu po rozstrzygnięciu konkursu. Fosa otaczająca miejsce konstrukcji utrudniała budowę, przez co w rocznicę bitwy gotowe były jedynie fundamenty oraz belki stalowe konstrukcji nośnej. Krypta znajdująca się pod budowanym wówczas mauzoleum była także gotowa, co pozwoliło na przeniesienie szczątków powstańców z kościoła parafialnego w miejsce przyszłego pomnika.
Do wojny zdołano ukończyć jedynie bryłę budynku, bez wykończeń oraz schodów. W trakcie wojny część budynku rozebrano, ucierpiał on także wskutek ostrzałów artyleryjskich. 
W 1961 roku powołany został komitet, którego zadaniem było dokończenie budowy mauzoleum. Uporządkowano tereny wokół fortu, organizowano tam kino letnie oraz inne imprezy plenerowe, jednak prace przy wykończeniu budynku stały w miejscu. Kolejny komitet, powołany w 1980 roku, zdołał jedynie dobudować schody, które jednak nie pasowały do pierwotnej koncepcji architektonicznej.
Do 2010 roku przy obiekcie nie były wykonywane żadne prace mające na celu odnowienie lub dokończenie budynku mauzoleum. Znaczna część budynku była zdewastowana. 

## Rewitalizacja

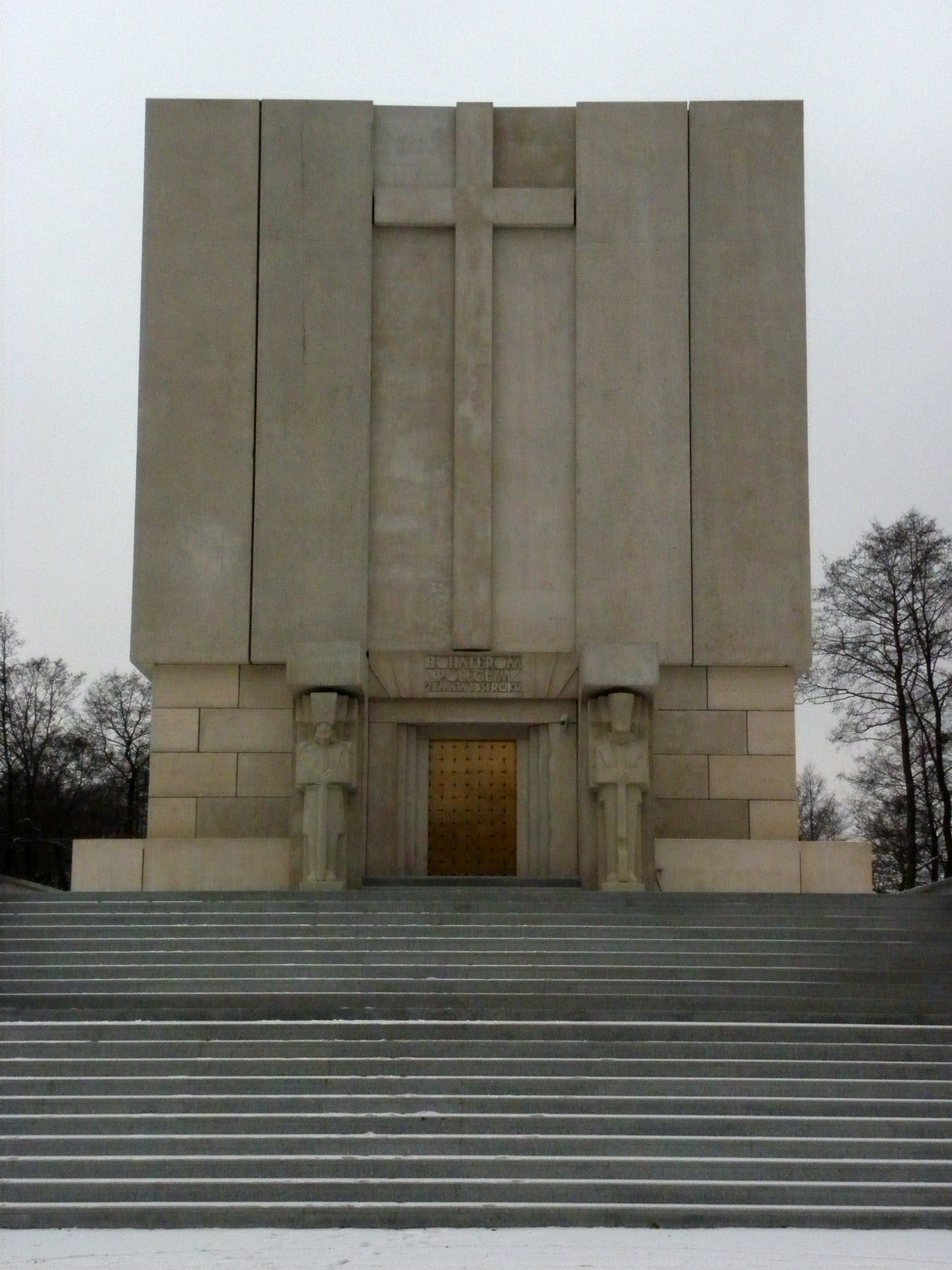
Front mauzoleum po renowacji

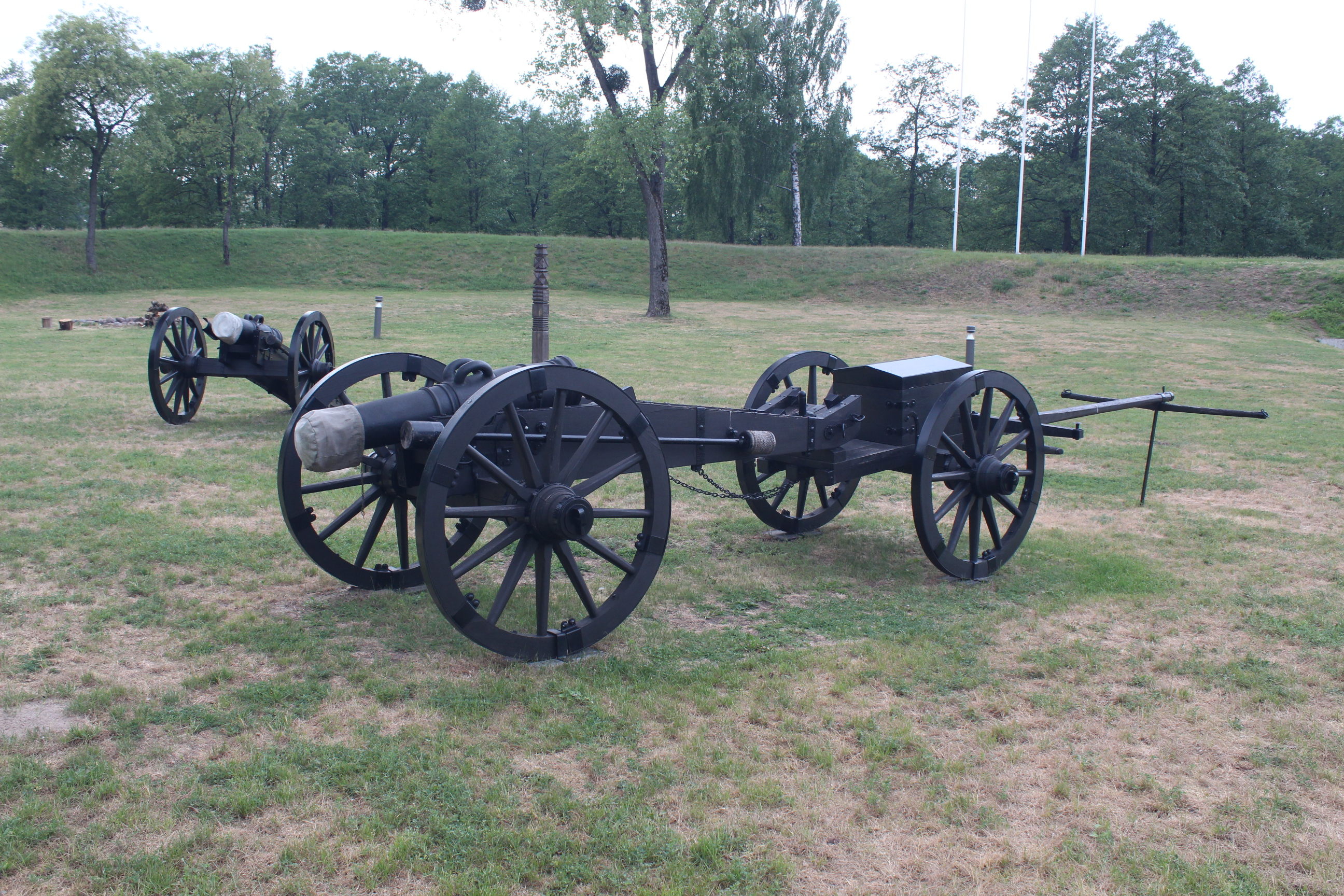
Repliki dział stojące na placu przed muzeum

Obecnie trwają prace rewitalizacyjne przy mauzoleum, o wartości 8,139 mln zł. W ramach działań uporządkowane zostaną tereny zielone wokół fortu, fosa, elementy ziemne fortyfikacji zostaną zrekonstruowane, istniejąca część pomnika zostanie odnowiona, a brakująca część zostanie dobudowana. Projekt rewitalizacji finansowany jest ze środków Europejskiego Funduszu Rozwoju Regionalnego oraz Samorządu Województwa Mazowieckiego. Prace przy projekcie nadzoruje Muzeum Kultury Kurpiowskiej w Ostrołęce. Przy opracowywaniu planu odnowienia obiektu udział brali m.in. Muzeum Kultury Kurpiowskiej w Ostrołęce, Fest Grupa, Wydział Ochrony Środowiska i Rybactwa Uniwersytetu Warmińsko-Mazurskiego, KAPS Architekci, Stowarzyszenie Artylerii Dawnej Arsenał działające przy Państwowym Muzeum Archeologicznym w Warszawie.
Po zakończeniu prac obiekt ma się stać miejscem organizacji wystaw, spotkań oraz imprez kulturalnych.